# Verticordia seguenzae
Verticordia seguenzae är en musselart som beskrevs av Dall 1886. Verticordia seguenzae ingår i släktet Verticordia och familjen Verticordiidae. Inga underarter finns listade i Catalogue of Life.